# Kategori (matematik)
 For alternative betydninger, se Kategori. (Se også artikler, som begynder med Kategori)
I matematik bruges kategorier til at beskrive matematiske strukturer og genkende matematiske strukturer på tværs af de enkelte grene af matematik. Kategoriteori udgør et alternativ til mængdeteori som grundlag for matematikken. En kategori består af objekter og morfier. Objekterne er typisk mængder med en struktur såsom vektorrum eller topologiske rum. Morfierne er typisk strukturbevarende afbildninger mellem disse mængder såsom lineære eller kontinuerte afbildninger.

## Definition
En kategori består af en mængde af objekter og mængde af morfier. Til hver morfi er der knyttet et startobjekt og et slutobjekt. Mængden af morfier, som starter i objekt {\displaystyle O_{1}} og slutter i objekt {\displaystyle O_{2}} betegnes {\displaystyle Hom\left(O_{1},O_{2}\right)}. Endvidere indeholder en kategori en regneoperation ○ som kaldes sammensætning af morfier. Hvis {\displaystyle g\in Hom\left(O_{1},O_{2}\right)} og {\displaystyle f\in Hom\left(O_{2},O_{3}\right)}, så definerer {\displaystyle f\circ g} en morfi i {\displaystyle Hom\left(O_{1},O_{3}\right)}. Det antages at sammensætning af morfier er associativ således at
{\displaystyle (f\circ g)\circ h=f\circ (g\circ h).}
For hvert objekt {\displaystyle O} findes endvidere en morfi {\displaystyle id} kaldet identiteten i {\displaystyle Hom(O,O)}, som skal opfylde
{\displaystyle id\circ f=f,}
{\displaystyle f\circ id=f.}

## Eksempler
Kategorien af endelige reelle vektorrum har endelige vektorrum over de reelle tal som objekter og lineære afbildninger mellem disse vektorrum som morfier.
Kategorien af topologiske rum har topologiske rum som objekter og kontinuerte afbildninger mellem topologiske rum som morfier.
Kategorien af grupper har grupper som objekter og gruppehomomorfier som morfier.
En kategori, som kun har et enkelt objekt, er det samme som et monoid (en semigruppe med enhed). Specielt kan en gruppe opfattes som en kategori med et enkelt objekt hvor alle morfier er isomorfier.